# Швоб, Марсель
Марсе́ль Швоб (фр. Marcel Schwob, 23 августа 1867, Шавиль, О-де-Сен — 26 февраля 1905, Париж) — французский писатель, поэт и переводчик еврейского происхождения. Символист, писал притчевую фантастическую прозу.

## Биография и творчество
Родился в зажиточной еврейской семье, его отец был издателем ежедневной газеты в Нанте. Учился в Париже в лицее Людовика Великого. В 1884 году открыл для себя творчество Стивенсона, перевёл его «Остров сокровищ» на французский, переписывался с ним, в 1901 году путешествовал по Самоа. Был близок к символистам, входил в круг Рашильд, журнала и издательства «Mercure de France», поддерживал отношения с С. Малларме, П. Валери, Р. де Гурмоном, А. Жидом, П. Клоделем, А. Жарри, Ж. Ренаром, О. Уайльдом и другими. Изучал классическую филологию (в частности, увлекался Лукианом и переводил его), а также восточные языки, интересовался жаргонами (в частности, отсюда идёт его интерес к Вийону и поэтам-сатирикам XV столетия). Переводил Дефо, Де Квинси, Шекспира («Гамлет» в его переводе был поставлен в Париже в 1900 году, заглавную роль исполняла Сара Бернар).
Похоронен на кладбище Монпарнас.

## Сочинения
- «Двойное сердце». «Coeur double». 1891.
- Сборник «Король в золотой маске». «Le Roi au masque d’or». 1892.
- Сборник «Книга Монеллы». «Le Livre de Monelle». 1894. Иллюстрации Леонор Фини — 1965.
- Сборник «Крестовый поход детей». «La croisade des enfants». 1896, по его мотивам написана оратория Габриэля Пьерне, 1902.
- Сборник новелл «Воображаемые жизни». «Vies imaginaires». 1896. Наиболее известен.
- Сборник «Светильник Психеи». «La lampe de Psyché». 1903.

## Влияние
Фантастическая проза Швоба глубоко повлияла на А. Жида, Борхеса и др. Его прозой интересовались русские символисты, его переводил К. Бальмонт, о нём не раз писал Максимилиан Волошин.
Ораторию «Крестовый поход детей» на текст М. Швоба написал Габриэль Пьерне (1902).
Композитор Э. Денисов взял фразу из книги Швоба «…И появилось королевство, но оно было замуровано белизной» в качестве эпиграфа к своему произведению «Знаки на белом».

## Публикации на русском языке
- Швоб М. Книга Монэль / пер. с фр. К. Бальмонта и Елены Ц[ветковской]. — СПб., 1909.
- Швоб М. Крестовый поход для детей. — СПб., 1910.
- Швоб М. Собрание сочинений. — СПб., 1910.
- Швоб М. Стихи Марселя Швоба / [пер. В. Рогова] // Поэзия французского символизма. Лотреамон. Песни Мальдорора. — М.: Изд-во МГУ, 1993. — С. 219—222. — ISBN 5-211-01758-7
- Швоб М. Двойное сердце: [сб.] / пер. А. Григорьева. — М.: Престиж Бук, 2017. — 400 с. — ISBN 978-5-371-00589-2
- Швоб М. Крестовый поход детей: [сб.] / пер. с фр. — М.: Forthcoming Fire, 2018. — 290 с. — ISBN 978-999999-0-44-8